# Villa La Gargana
Villa La Gargana  è una residenza storica e privata di Bergamo, in via Rovelli, al numero civico 49, quartiere Boccaleone.

## Storia
Non si conosce la data esatta di edificazione della villa, sicuramente ampliata e rivisitata nel Seicento, anche se presenta parti risalenti al Trecento. Prende il nome dall'antica famiglia dei conti Gargana, originaria di Bergamo, che ne era forse la prima proprietaria, famiglia che si è estinta nel Seicento. Lo sviluppo dell'edificio, nel corso di tre secoli, testimonia i diversi passaggi dell'arte architettonica e artistica della bergamasca.
Il complesso, dopo i conti Gargana, passò attraverso diversi proprietari, tra cui i conti Asperti, di cui rimane il blasone raffigurato nelle parti laterali del porticato; successivamente, nell'Ottocento, fu acquistata dalla famiglia di Agostino Coffari, originaria della Sicilia.

## Descrizione
L'edificio, che ha subito nel tempo molte variazioni, si compone di un corpo di fabbrica dalla forma a U, sviluppandosi su due piani nel corpo centrale, mentre quelli laterali si alzano per tre piani, ed è anticipato dal giardino all'italiana. Due barchesse proseguono fino alla cancellata, definendo così l'ampio giardino. Lateralmente vi sono due cortili: uno che accompagna alla piccola cappella dedicata alla Madonna, edificata nel 1783, data riportata sull'epigrafe, e l'altro al colonnato con tre ampie arcate. Il fronte principale si presenta con un porticato con colonne in arenaria e volte a vela. Il piano nobile ospita le aperture rettangolari poste sopra ogni volta e si conclude con due balconi posti negli angoli, completi di ringhiere in ferro.
Si accede all'interno dal portone centrale, che conduce al piano terra e allo scalone a due rampe completo di balaustra in arenaria che conduce al piano nobile. Due ampie sale decorate sono presenti al primo piano, a destra dello scalone: una detta Olimpo per gli affreschi mitologici che conserva, realizzati da Domenico Ghislandi, e una successiva sala, dedicata ai pranzi ufficiali, con decori seicenteschi. Altri tre saloni sono posti al piano inferiore: la cosiddetta Sala Bella, con decori in stile neoclassico, che conserva il ritratto di Orsolina Ganzoni, moglie di Antonio Frizzoni; la sala del Biliardo, con camino completo di stemma di famiglia e decori cinquecenteschi; infine una sala dedicata a studio. Il piano superiore ospita sale e camere private, con soffitti a vela cornicioni in stucco, affreschi e decori. L'interno della villa conserva anche opere d'arte risalenti al periodo dal XVI al XVIII secolo. L'esterno presenta giardini all'italiana e una torretta con "passerera".
Il retro della villa ospita un grande giardino all'inglese.